# Випромінювальна здатність

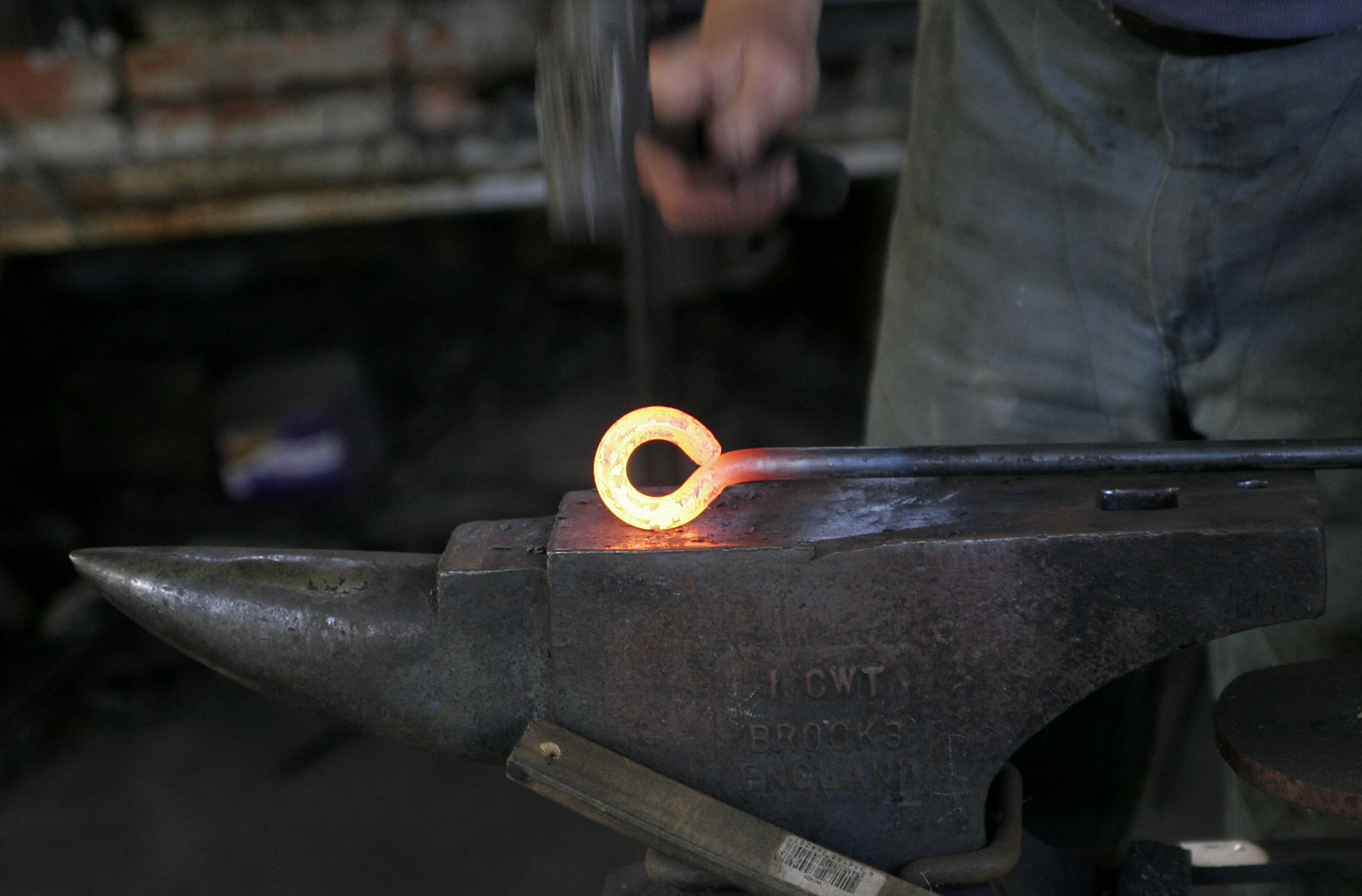
Коваль працює з залізом, яке стає червоним, коли є досить гарячим, воно починає випромінювати видиме теплове випромінювання.

Випромінювальна здатність або тепловіддача — кількісна характеристика теплового випромінювання поверхні конкретного матеріалу, яка показує його ефективність випромінення енергії
теплового випромінення. Теплове випромінення  —  це електромагнітне випромінювання, але для об'єктів, температура яких близька до температури довколишнього середовища, тобто випромінювання в інфрачервоному діапазоні.
Кількісно випромінювальна здатність  —  це відношення енергії теплового випромінювання від поверхні тіла до енергії випромінювання з поверхні абсолютно чорного тіла за однакової температури, яка задається законом Стефана — Больцмана. 
Це відношення приймає значення від 0 до 1. При кімнатній температурі, 
поверхня чорного об'єкта випромінює тепло в 418 ват на квадратний метр; реальні об'єкти з випромінювальною здатністю менше 1.0 випромінюють тепло з 
меншою інтенсивністю.
Знання про випромінювальну здатність важливі в багатьох контекстах.
- Теплоізоляційні вікна (склопакети) - теплі поверхні зазвичай охолоджуються безпосередньо повітрям, але вони також охолоджуються самі, випускаючи теплове випромінення. Другий аспект охолодження важливий для простих скляних вікон, які мають випромінювальну здатність близьку до максимального значення 1.0. Прозорі вікна з покриттям, яке має низький коефіцієнт тепловіддачі випромінюють менше теплової енергії ніж звичайні вікна.[2] Взимку, такі покриття можуть вдвічі зменшити швидкість, з якою вікно втрачає тепло в порівнянні зі звичайними вікнами без такого покриття скла.[3] Система сонячного нагріву води на основі колектору із скляних трубок. Сонячне світло поглинається кожною трубкою із селективною поверхнею. Поверхня поглинає сонячне світло майже повністю і має низьку теплову випромінювальну здатність, тому вона майже не втрачає тепла. Звичайні чорні поверхні також поглинають сонячне світло ефективно, але вони в значній кількості розсіюють тепло.

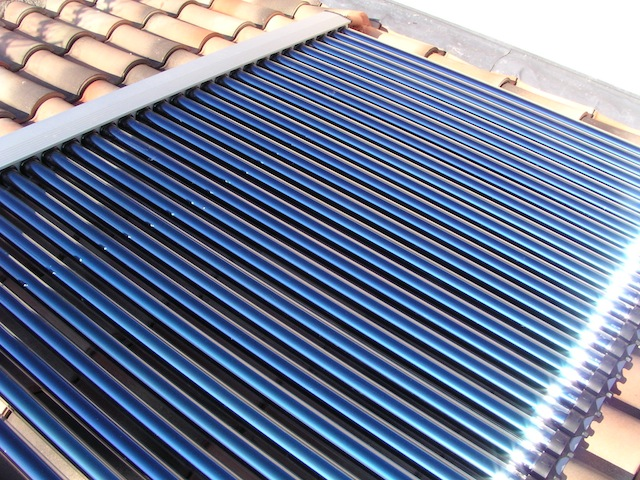
Система сонячного нагріву води на основі колектору із скляних трубок. Сонячне світло поглинається кожною трубкою із селективною поверхнею. Поверхня поглинає сонячне світло майже повністю і має низьку теплову випромінювальну здатність, тому вона майже не втрачає тепла. Звичайні чорні поверхні також поглинають сонячне світло ефективно, але вони в значній кількості розсіюють тепло.

- Сонячні теплові колектори - так само, сонячні теплові колектори втрачають тепло випромінюючи тепло. Модернізовані сонячні колектори мають селективні поверхні з низьким коефіцієнтом випромінення. Такі теплові колектори втрачають дуже мало сонячної енергії через випромінювання теплової енергії.[4]
- Планетарна температура - планети це великі теплові колектори сонячної енергії. Температура поверхні планет визначається балансом між кількістю тепла, яке поглинається планетою і тим, що випромінюється назад у космос. Коефіцієнт випромінювання планети визначається особливостями її поверхні і атмосфери.[5]
- Вимірювання температури - Пірометри і інфрачервоні камери (тепловізори) це інструменти, які використовуються для вимірювання температури об'єктів на основі його теплового випромінювання; без потреби фізичного контакту з об'єктом. Калібрування цих інструментів потребує визначення випромінювальної здатності поверхні поверхні, температура якої вимірюється.[6]

## Фізичне визначення
Теплове випромінювання це електромагнітне випромінювання, яке виникає за рахунок енергії руху атомів і молекул (внутрішньої енергії тіл). Теплове випромінювання властиве всім тілам при температурах вище абсолютного нуля. Т = 0 К = -273,15 °С.
Кількісною характеристикою теплового випромінювання служить спектральна густина енергетичної світності - випромінювальна здатність {\displaystyle B(\nu ,T)} - визначає кількість енергії, випромінюваної з одиниці площі поверхні випромінюючого тіла за одиницю часу в одиничному інтервалі частот від ν до ν + dν, і має одиницю вимірювання в системі SI Дж/м2
{\displaystyle B(\nu ,T)={\frac {dW_{v,v+dv}}{dv\cdot dS\cdot dt}},}
де {\displaystyle B(\nu ,T)} - є функцією частоти й температури. Використовується також запис rλ,T - функція довжини хвилі й температури.

## Випромінювальна здатність різних поверхонь

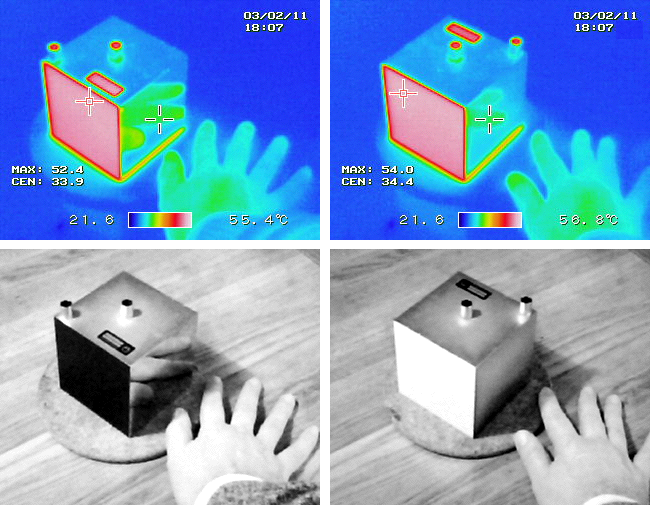
Фотографія куба Леслі.Кольорова фотографія отримана за допомогою інфрачервоної камери; чорно біла фотографія під нею отримана за допомогою звичайної камери. Всі поверхні куба мають однакову температуру, яка дорівнює близько 55 C. Сторона куба, що пофарбована в чорний колір має велике значення тепловіддачі, що має червонуватий колір на інфрачервоній фотографії. Полірована поверхня алюмінієвого кубу має низький коефіцієнт випромінювання має синій колір, на ній видно чітке відображення теплої руки

Випромінювальну здатність ε можна виміряти за допомогою такого простого пристрою як Куб Леслі в поєднанні з детектором теплового випромінювання таким як термостовпчик або болометр. 
Пристрій порівнює теплове випромінювання з досліджуваної поверхні із тепловим випромінюванням майже ідеального чорного зразка. Детектори по суті є чорними поглиначами тепла з дуже чутливими термометрами. які реєструють підвищення температури детектора при поглинанні теплового випромінення. Для того щоб вимірювати коефіцієнт випромінення в умовах кімнатних температур, детектори повинні повністю поглинати теплове випромінення в інфрачервоного діапазону з довжиною хвилі близько 10×10-6 м.
Для повністю чорних об'єктів, спектр їх теплового випромінення приймає значення довжини хвилі в діапазоні, який визначається законом зміщення Віна: λmax=b/T, де температура T задається в градусах за Кельвіном і константа b≈2.90×10-3 метр-градус. В Кельвінах, кімнатна температура дорівнює в середньому 293 градуси. Сонячне світло сам по собі є тепловим випромінювання, яке поширюється від розжареної поверхні Сонця. Температура поверхні Сонця приблизно дорівнює 5800 градусів Кельвіна, що відповідає максимальній довжині хвилі випромінення сонячного світла, що знаходиться в зеленому діапазоні довжини хвилі і дорівнює приблизно 0.5×10-6 м. Видиме світло має діапазон довжини хвиль від 0.4 до 0.7×10-6 м, починаючи від фіолетового до темно-червоного спектру.
Коефіцієнти випромінювальної здатності для більшості матеріалів можна знайти в спеціалізованих довідниках і підручниках. Значення для деяких матеріалів наведені в наступній таблиці.
| Матеріал                       | Випромінювальна здатність |
| ------------------------------ | ------------------------- |
| Алюмінієва фольга              | 0.03                      |
| Алюміній, з анодним окисленням | 0.9                       |
| Асфальт                        | 0.88                      |
| Цегла                          | 0.90                      |
| Бетон, грубий                  | 0.91                      |
| Мідь, відполірована            | 0.04                      |
| Мідь, окиснена                 | 0.87                      |
| Скло, гладке (без покриття)    | 0.95                      |
| Лід                            | 0.97                      |
| Вапняк                         | 0.92                      |
| Мармур (відполірований)        | 0.89 - 0.92               |
| Фарба (включаючи білу)         | 0.9                       |
| Папір, покрівельний або білий  | 0.88 - 0.86               |
| Штукатурка, груба              | 0.89                      |
| Срібло, відполіроване          | 0.02                      |
| Срібло, окиснене               | 0.04                      |
| Сніг                           | 0.8 - 0.9                 |
| Вода, чиста                    | 0.96                      |

Примітки:
1. Ці коефіцієнти випромінення є "інтегральним напівсферичним коефіцієнтом випромінювальної здатності" від поверхні. Термін випромінювальна здатність також використовується для "спрямованої спектральної випромінювальної здатності", яка визначає теплове випромінення, що випускається з певною довжиною хвилі і при визначеному куті до поверхні.
2. Значення випромінювальної здатності відноситься до матеріалів, які послаблюють світло, тобто мають оптичну товщину. Це означає, що коефіцієнт поглинання на довжинах хвиль, характерних для теплового випромінення не залежить від товщини матеріалу. Дуже тонкі матеріали випускають менше теплового випромінювання, ніж товсті матеріали.